# Naea Bennett
Naea Bennett (8 luglio 1977) è un allenatore di calcio ed ex calciatore francese, nato a Tahiti, di ruolo attaccante.

## Palmarès

### Giocatore

#### Competizioni nazionali
- Campionato di calcio di Tahiti: 8

Vénus: 1995, 1997, 1998, 1999, 2000
Pirae: 2003, 2006, 2013-2014
- Coppa di Tahiti: 1

Pirae: 2002

#### Competizioni internazionali
- Coppa della Polinesia francese: 1

Pirae: 2002
- Coppe dei Territori francesi d'oltremare: 1

Pirae: 2007
- Coppa dei Club Campioni d'oltremare: 1

Pirae: 2002

### Individuale
- Capocannoniere del campionato tahitiano: 1

2007 (24 gol)
- Capocannoniere della OFC Champions League: 1

2013-2014 (6 gol, a pari merito con Emiliano Tade)

### Allenatore

#### Competizioni nazionali
- Campionato di calcio di Tahiti: 3

Pirae: 2019-2020, 2020-2021, 2021-2022